# Jackie Chan kalandjai
A Jackie Chan kalandjai hongkongi-amerikai rajzfilmsorozat, amely Jackie Chan színész fikcionalizált karakterének kalandjain alapul. Több epizódban is utalnak Chan igazi filmjeire. A műsort Amerikában a Kids' WB vetítette 2000. szeptember 9.-től 2005. július 8.-ig. Öt évadot élt meg 95 epizóddal. Magyarországon az RTL Klub vetítette.

## Cselekmény
Jackie Chan, a profi régész egyetemen tanított, amíg egyszer talált egy pajzsot, amiben egy talizmán található. Ezután találkozott a "Sötét Kéz" nevű bűnszövetkezettel, akik a Shendu nevű démoni varázslót szolgálják. Jackie és a családja összefog egy titkos bűnüldöző szervezettel a Sötét Kéz ellen.
Míg Chan nem szolgáltatta az animált karakterének a hangját, az epizódok végén megjelent élőszereplős formában, amikor a kínai történelem, kultúra és filozófia nevezetesebb eseményeit ismertette.

## Folytatások
Chan később folytatásokat is készített. Az első a "Jackie Chan's Fantasia", egy 52 epizódból álló kínai animációs sorozat.
2017-ben bemutatkozott az "All New Jackie Chan Adventures", egy számítógéppel animált (CGI) televíziós sorozat, amely 104 epizóddal rendelkezik. Filmet is terveznek belőle. Neve ellenére nem kötődik az amerikai sorozathoz.